# Consonante implosiva
Le consonanti implosive sono consonanti non polmonari in cui  il flusso d'aria è controllato spostando la glottide verso il basso oltre che espellendo l'aria dai polmoni. Le implosive si trovano in circa il 13% delle lingue del mondo.
Nell'alfabeto fonetico internazionale, le implosive sono indicate modificando con un gancetto in alto le corrispondenti occlusive: ɓ, ɗ, ʄ, ɠ, ʛ.

## Tipi di implosive
| Simbolo IPA | Corrispondente non implosiva | Nome                         | Stato in IPA  | Audio     |
| ----------- | ---------------------------- | ---------------------------- | ------------- | --------- |
| [ ƥ ]       | p                            | Implosiva bilabiale sorda    | ufficiale     | Ascolta ⓘ |
| [ ɓ ]       | b                            | Implosiva bilabiale sonora   | ufficiale     | Ascolta ⓘ |
|             | t̪                            | Implosiva dentale sorda      | non ufficiale | Ascolta ⓘ |
| [ ɗ̪ ]       | d̪                            | Implosiva dentale sonora     | ufficiale     | Ascolta ⓘ |
| [ ɗ̥ ]       | t                            | Implosiva alveolare sorda    | ufficiale     | Ascolta ⓘ |
| [ ɗ ]       | d                            | Implosiva alveolare sonora   | ufficiale     | Ascolta ⓘ |
|             | ʈ                            | Implosiva retroflessa sorda  | non ufficiale | Ascolta ⓘ |
| [ ᶑ ]       | ɖ                            | Implosiva retroflessa sonora | non ufficiale | Ascolta ⓘ |
| [ ƈ ]       | c                            | Implosiva palatale sorda     | ufficiale     | Ascolta ⓘ |
| [ ʄ ]       | ɟ                            | Implosiva palatale sonora    | ufficiale     | Ascolta ⓘ |
| [ ɠ̊ ]       | k                            | Implosiva velare sorda       | ufficiale     | Ascolta ⓘ |
| [ ɠ ]       | g                            | Implosiva velare sonora      | ufficiale     | Ascolta ⓘ |
| [ ʛ̥ ]       | q                            | Implosiva uvulare sorda      | ufficiale     | Ascolta ⓘ |
| [ ʛ ]       | ɢ                            | Implosiva uvulare sonora     | ufficiale     | Ascolta ⓘ |

| Controllo di autorità | GND (DE) 4698569-4 |